# Place de la Liberté (Kharkiv)
Pour les articles homonymes, voir Place de la Liberté.
La place de la Liberté (en ukrainien : Площа Свободи, Plochtcha Svobody ; en russe : Площадь Свободы, Plochtchad’ Svobody) dans le raïon de Chevtchenko de Kharkiv en Ukraine.

## Situation et accès
C'est l'une des plus grandes places d'Europe. Elle mesure environ 302 m de long pour 96 m de large.

## Historique

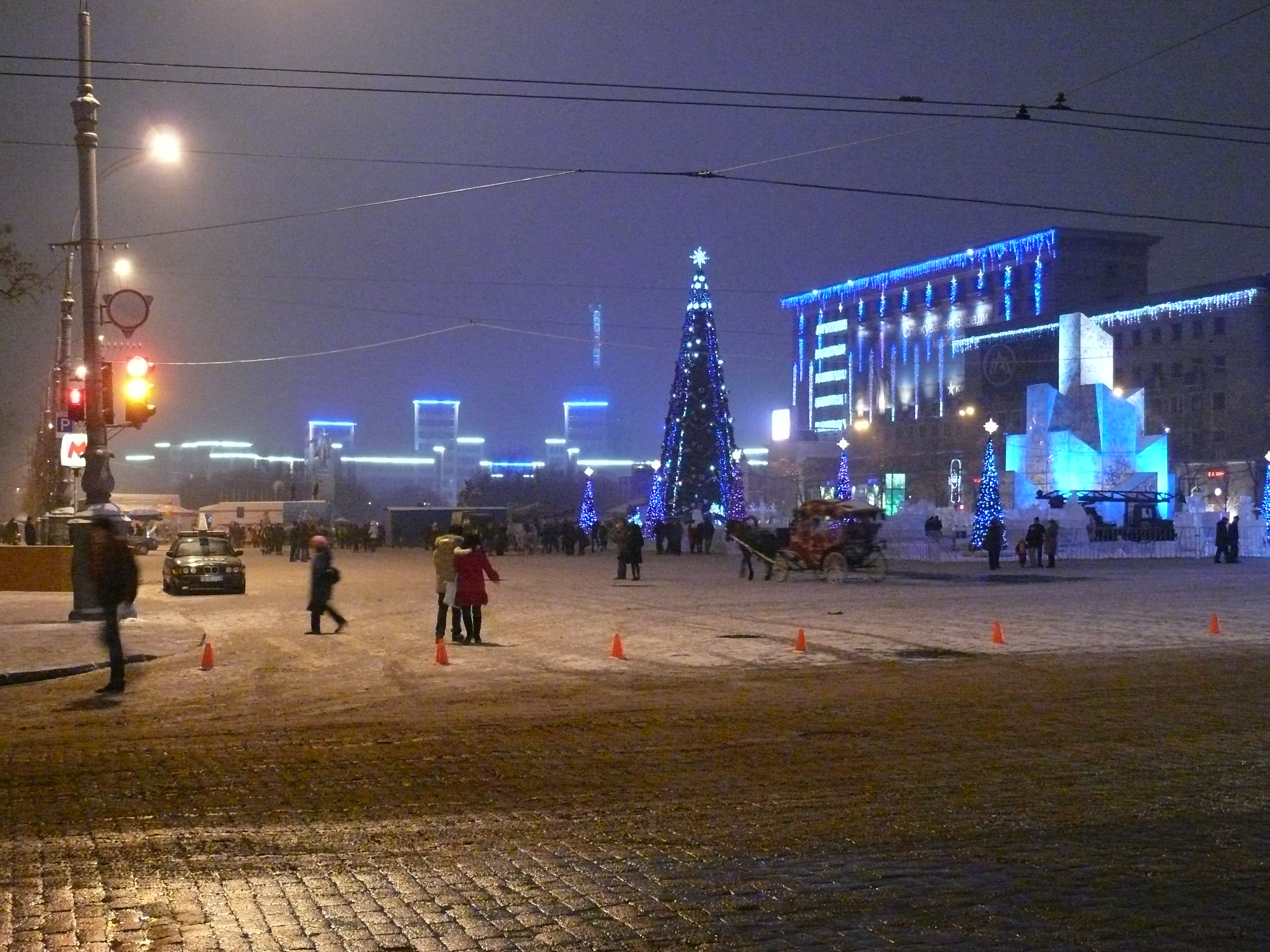
La place lors du nouvel an (2009).

Elle portait originellement le nom de Felix Dzerjinski, fondateur de la Tchéka, police politique bolchevique ancêtre du KGB. Elle fut renommée Place de la Liberté en 1991 après l'indépendance de l'Ukraine.

## Bâtiments remarquables et lieux de mémoire
- Le Derjprom se trouve à proximité.
- Une statue monumentale de Lénine — Monument à Lénine — fut érigée sur la place en 1963, mais le 29 septembre 2014 elle fut détruite par des manifestants nationalistes[1],[2].

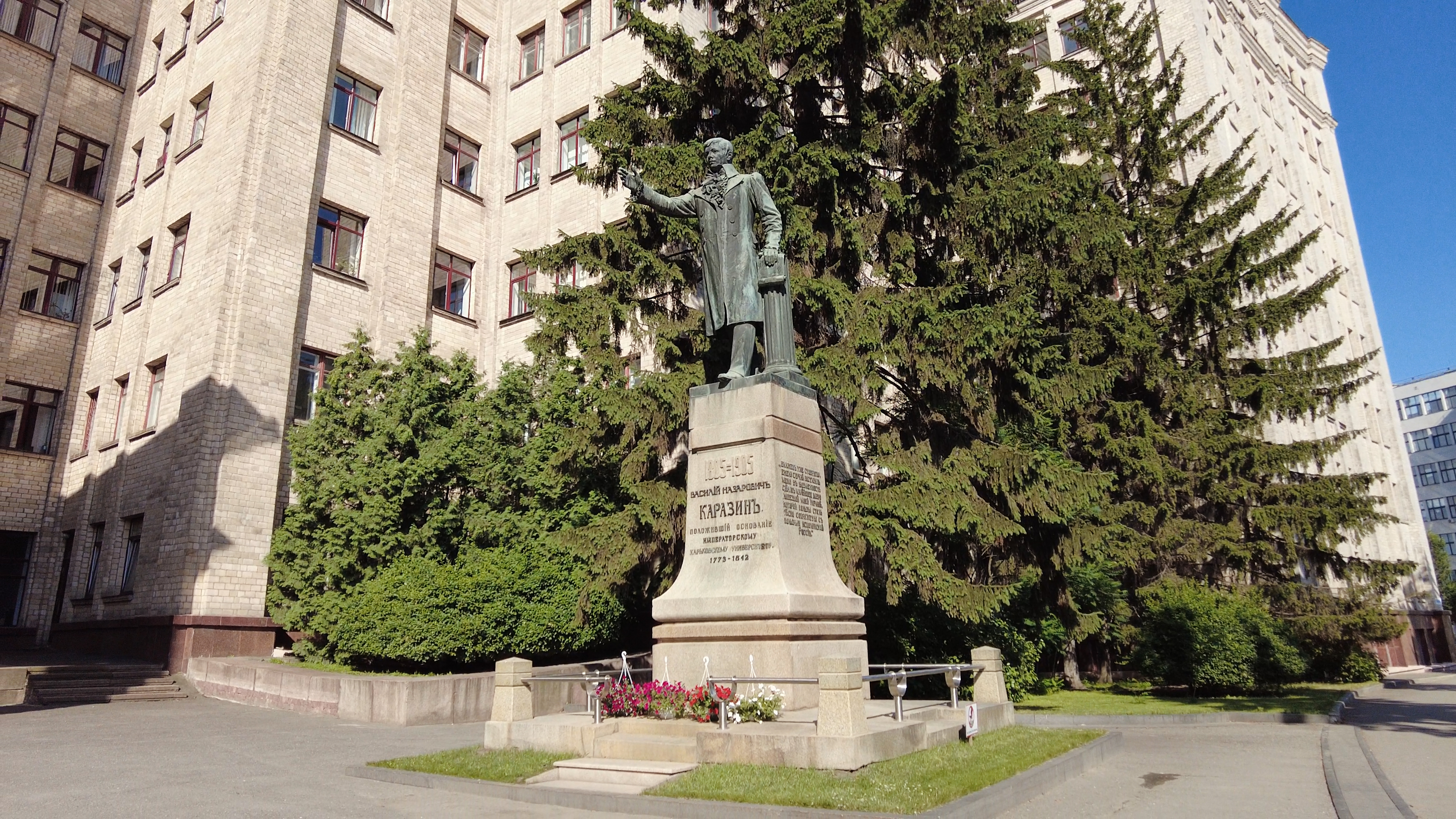
Statue à Vassili Karazine.

## Sources
- (en) Cet article est partiellement ou en totalité issu de l’article de Wikipédia en anglais intitulé « Freedom Square, Kharkiv » (voir la liste des auteurs).